# Эскобар Фореро, Альдер
Альдер Эскобар Фореро (исп. Alder Escobar Forero; род. 11 марта 1977, Колумбия) — колумбийский шахматист, гроссмейстер (2014).
Чемпион Колумбии 2007 года.
В составе сборной Колумбии участник 4-х Олимпиад (2006—2012).

## Изменения рейтинга
| Графики недоступны из-за технических проблем. См. информацию на Фабрикаторе и на mediawiki.org. |